# 45 mm-es 1937 mintájú páncéltörő ágyú (53–K)
A 45 mm-es 1937 mintájú páncéltörő ágyú (53–K) (oroszul 45-мм противотанковая пушка образца 1937 года) egy könnyű gyorstüzelő páncéltörő löveg volt, melyet a német-szovjet háború kezdeti szakaszában használt a Szovjetunió hadereje. Tervezését Mihail Loginov végezte. Elégtelen páncélátütő képessége miatt a hosszabb csövű 45 mm-es 1942 mintájú páncéltörő ágyú (M–42) váltotta fel.

## Történet

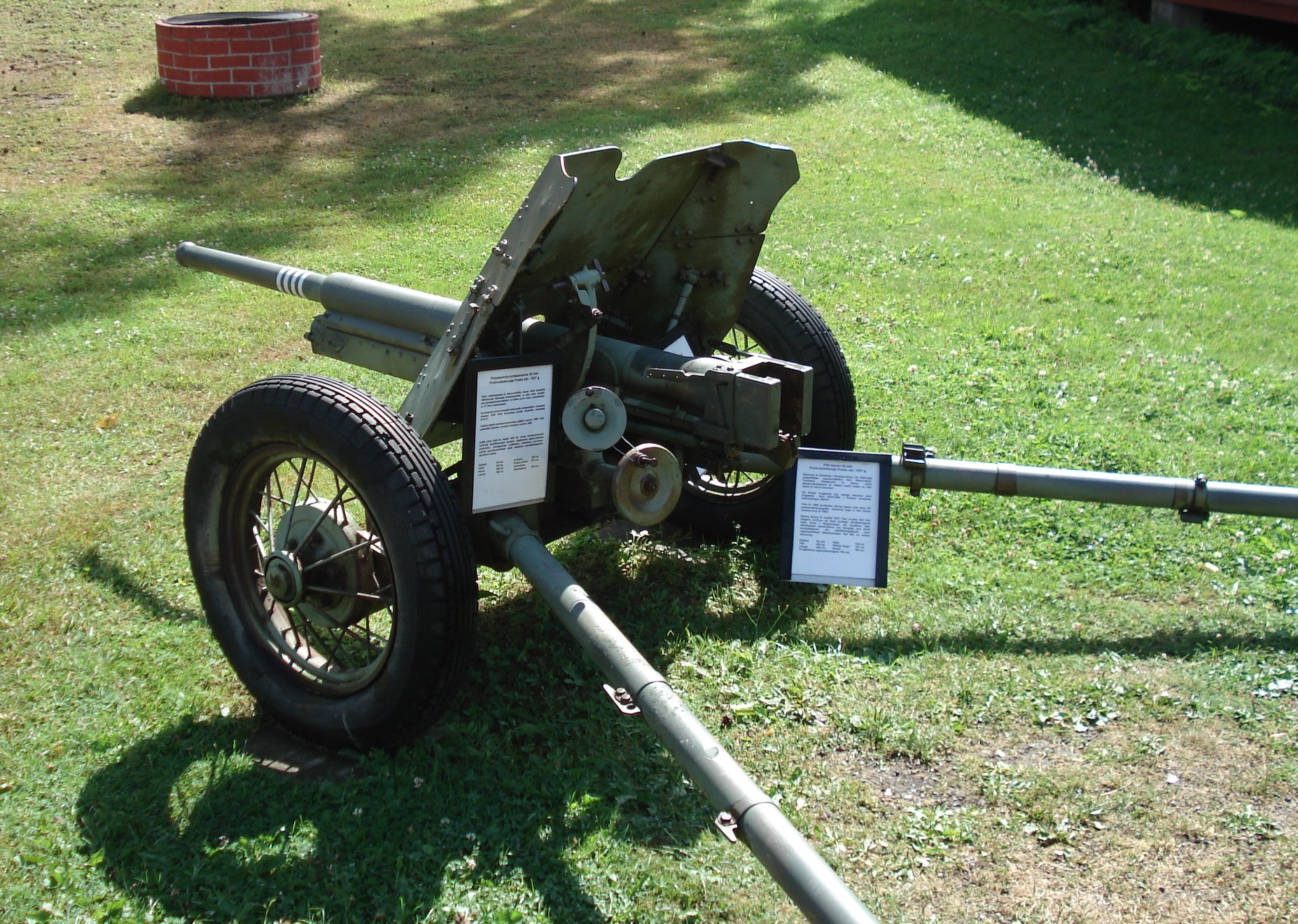
Hátsó nézet

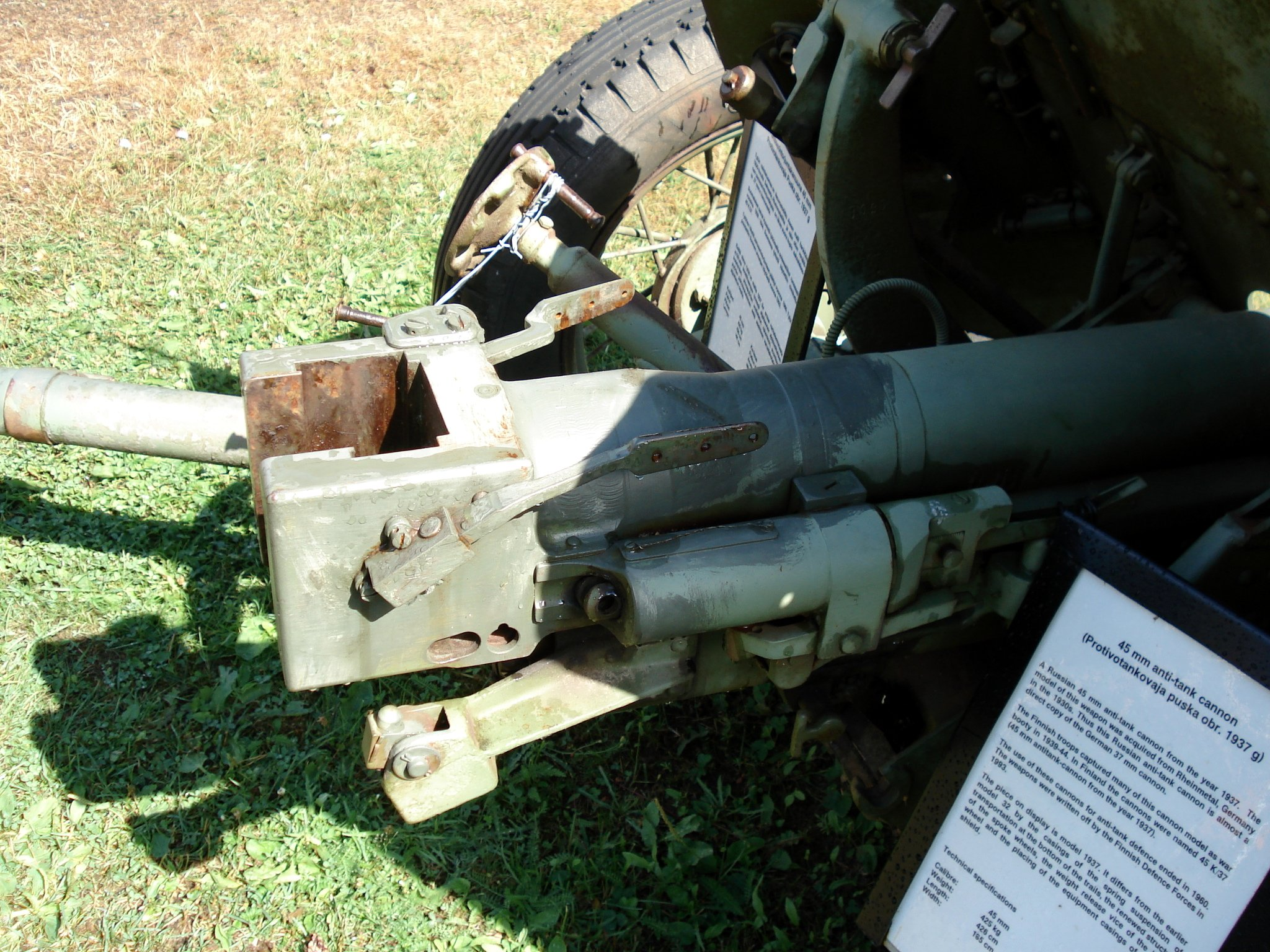
Závárzat

Az 53–K gyári jelű ágyú a 37 mm-es 1931 mintájú páncéltörő löveg módosított alvázának (melyet egy Rheinmetalltól vásárolt dokumentáció alapján építettek) és egy 45 mm-es lövegcsőnek a kombinálásából jött létre. Az így létrejött könnyű félautomata páncéltörő löveget a Vörös Hadsereg 1937-ben rendszeresítette, majd a 45 mm-es 1937-es mintájú páncéltörő löveg névvel látta el. Ezeket az ágyúkat a német-szovjet háború első szakaszában használták, de páncélátütő képességük miatt csak a németek könnyű harckocsijai és páncélautói ellen lehetett ezeket sikeresen alkalmazni. A Panzer III és Panzer IV típusú közepes harckocsik korai típusait kis távolságból ugyan kilőhették, de a szovjet tüzérek így nagyobb veszélynek voltak kitéve. Ezen hátrányosságok miatt az erősebb 1942-es mintájú löveggel váltották le a típust. Az elavult lövegek sorozatgyártását 1943-ban beszüntették. Összesen mintegy 37 354 darab készült a típusból.
A lövészzászlóaljakhoz tartozó páncéltörő szakaszok kettő ilyen löveggel voltak felszerelve. Emellett a lövészhadosztályokhoz tartozó páncéltörő zászlóaljak már 12 darab ilyen ágyúval rendelkeztek. A lövegeket önálló páncéltörő ezredeknél is használták (4-5 üteg, ütegenként 4 löveg).

### A 21–K légvédelmi ágyú
Az 53–K lövegcsövét talapzatra is felerősítették, amely konfigurációt 1934-től a szovjet haditengerészet használta légvédelmi lövegként. Nem volt sikeres ebben a feladatkörben, mivel kézzel kellett tölteni, így a tűzgyorsasága mindössze 25-30 lövés/perc volt, ezek kívül időzítőgyújtóval sem rendelkezett, így csak közvetlen találat esetén sebezhette célpontját.

## Lőszer
- Lőszertípusok:
  - Páncéltörő: AP B–240/BR–240, APCR BR–240P
  - Repesz
  - Kartács
  - Füst
  - Páncéltörő vegyi
- Lövedéksúly (AP): 1,43 kg
- Páncélátütő képesség:
  - AP lövedék, 90°-os szög
    - 500 méteren: 43 mm
    - 1000 méteren: 32 mm

  - AP lövedék, 60°-os szög
    - 500 méteren: 38 mm
    - 1000 méteren: 23 mm

  - APCR lövedék, 90°-os szög
    - 100 méteren: 88 mm
    - 500 méteren: 66 mm

## Fordítás
- Ez a szócikk részben vagy egészben  a(z)   45 mm anti-tank gun M1937 (53-K) című angol Wikipédia-szócikk ezen változatának fordításán alapul.  Az eredeti cikk szerkesztőit annak laptörténete sorolja fel. Ez a jelzés csupán a megfogalmazás eredetét és a szerzői jogokat jelzi, nem szolgál a cikkben szereplő információk forrásmegjelöléseként.